# 金蛹疹贝
金蛹疹贝（学名：Pustularia childreni）又稱金蛹宝螺（Cypraea childreni），为宝贝科疹贝属的动物。分布于印度洋-太平洋暖水区，可見於台湾岛及中国大陆的南沙群岛等地，主要于暖水生活。该物种的模式产地在太平洋。